# Erick Iván Ortiz
Erick Iván Ortiz Godoy (Santa Ana, 14 de febrero de 1991) es un político y activista social salvadoreño. Es integrante de la Federación Salvadoreña LGBTI y uno de los activistas más visibles del país. En las elecciones de 2021 participó como candidato a la Asamblea Legislativa, lo que convirtió en el primer hombre abiertamente homosexual en aspirar al cargo de legislador en el país.

## Biografía
Realizó estudios de economía en la Escuela Superior de Economía y Negocios y más tarde cursó una especialización en derechos humanos en la Universidad Católica Luis Amigó, en Medellín.
Desde el 2011 empezó a realizar activismo social en plataformas de jóvenes y de personas LGBT.
Tras la serie de comentarios homofóbicos que tuvieron lugar durante las elecciones presidenciales de 2014, decidió al año siguiente crear junto a otros activistas el Colectivo Normal, una agrupación de activismo social y cultural que buscaba generar incidencia en la lucha contra la violencia y la discriminación machista y homofóbica a través de la protesta y el arte. Posteriormente otras organizaciones se unieron al Colectivo Normal y formaron la Federación Salvadoreña LGBTI.
Inició su vida política como parte del partido Alianza Republicana Nacionalista (ARENA), donde fue director de las juventudes nacionales. Posteriormente se unió al partido Nuestro Tiempo, conformado mayoritariamente por personas jóvenes, y se desempeñó como su director de asuntos políticos.
Para las elecciones lesgislativas y municipales de 2021 se presentó por Nuestro Tiempo como candidato a la Asamblea Legislativa, lo que lo convirtió en el primer hombre abiertamente homosexual en buscar el cargo de legislador en la historia del país. Entre sus propuestas se encontraban la aprobación de una ley contra la discriminación y de la ley de identidad de género. Durante la campaña electoral, Ortiz se vio impedido de promocionarse en medios de prensa tradicionales por intentar reivindicar el término «culero» como parte de su eslogan de campaña y sufrió discriminación de transeúntes por su orientación sexual. Finalmente no fue electo, pero recibió más de diez mil votos en la circunscripción por la que competía, el departamento de San Salvador.
A principios de 2022 se unió a la iniciativa Global Equality Caucus, que tuvo ese año su lanzamiento oficial en América Latina. Para esa época, Ortiz continuaba dirigiendo el Colectivo Normal, además de ejercer como el secretario de comunicaciones de la Federación Salvadoreña LGBTI. Ese mismo año, Ortiz sufrió amenazas de muerte que denunció de forma pública, aunque los culpables nunca fueron identificados.